# Buck Clayton
Wilbur Dorsey Buck" Clayton (Parsons, 12 novembre 1911 – New York, 8 dicembre 1991) è stato un trombettista e musicista statunitense. Viene ricordato per essere stato, tra il 1939 e il 1943, uno dei membri principali dell'orchestra di Count Basie, oltre che uno dei portavoce delle registrazioni delle jam session orientate verso il mainstream negli anni '50. L'influenza principale fu esercitata su di lui da Louis Armstrong. La Penguin Guide to Jazz (Guida Penguin al Jazz) dice che Clayton "ha sintetizzato la maggior parte della storia dei trombettisti jazz fino al suo tempo, con brillanti toni metallici ed una destrezza apparentemente illimitata nell'improvvisazione melodica". Clayton ha lavorato a fianco di Li Jinhui, padre della musica popolare cinese, a Shanghai. Le sue opere hanno contribuito, a lungo termine, a cambiare il corso della storia della musica in Cina, Hong Kong e Taiwan.

## Origini
Il padre di Clayton era un musicista amatoriale associato alla chiesa locale; fu lui che insegnò al figlio i primi rudimenti della tromba da quando egli aveva sei anni. Dall'età di 17 anni Clayton imparò effettivamente a suonare la tromba, che gli fu insegnata da Bob Russell, membro della band di George E. Lee. All'inizio dei suoi vent'anni ebbe base in California, e fu brevemente membro della Duke Ellington's Orchestra. Uno dei maestri di Clayton in questo periodo fu anche il trombettista Mutt Carey il quale emerse, negli anni quaranta, come esponente del revivalismo della costa occidentale. Clayton ha iniziato a suonare il pianoforte a sei anni, per poi dedicarsi alla tromba da adolescente.  Più tardi formò una band chiamata 14 Gentleman from Harlem, nella quale aveva il ruolo di leader.

### Carriera a Shanghai
Fonti differenti hanno diverse opinioni sul modo in cui Clayton finì a Shanghai. Alcuni affermano che Clayton fu assunto da Teddy Weatherford per un lavoro nel distretto internazionale intorno alle aree del Canidrome di Shanghai.. Altri asseriscono che fosse scappato temporaneamente dagli USA per evitare gli atti di razzismo.
Dal 1934 o 1935, a seconda delle diverse fonti, fu il leader degli "Harlem Gentlemen" a Shanghai. La sua esperienze ad est del mondo fu unica, in quanto Clayton subì discriminazioni dai suoi stessi connazionali della marina militare, che erano di stanza a Shanghai. Secondo numerosi resoconti, fu attaccato dai soldati durante un episodio nel quale gli furono lanciati contro dei mattoni. Al contrario, dai cinesi era considerato un membro d'èlite della società. Un'esponente del gruppo sociale burocratico di cui faceva parte era la moglie di Chiang Kai-shek, Soong Ching-ling, entrambi frequentatori regolari del Canidrome. Clayton avrebbe suonato un certo numero di canzoni composte da Li, adattando la scala musicale cinese a quella americana. Li imparò molto dal jazz americano portato in Cina da Clayton. Una guida del 1935 di Shanghai proponeva Clayton e Teddy Weatherford come le principali attrazioni jazz del Canidrome. Il musicista lasciò infine Shanghai prima del 1937 e della Seconda guerra sino-giapponese. Clayton è considerato uno dei musicisti che ha aiutato a riempire la distanza tra la musica tradizionale cinese e la nuova ondata popolare shidaiqu/mandopop. Tuttavia, in Cina si ha un ricordo principale di Li, in quanto sarebbe successivamente morto nella Grande rivoluzione culturale.

## Carriera negli Stati Uniti
Più tardi quello stesso anno egli accettò un'offerta dal frontman Willie Bryant a New York, ma durante il trasferimento ad est si fermò a Kansas City, dove fu persuaso a restare con l'orchestra di Count Basie,  aveva residenza ufficiale al Reno Club, nella quale prese il posto di tromba solista lasciato vacante da Hot Lips Page. Dal 1937, la Count Basie Orchestra ebbe la propria base a New York, dando a Clayton l'opportunità di lavorare da libero professionista negli studi di registrazione, nei quali partecipò a delle sessioni di registrazione di Billie Holiday; fu anche presente alla sessione della Commodore Records con Lester Young. Clayton rimase con Basie dal 1939 al novembre del 1943 quando fu arruolato per la guerra. Di stanza a Camp Kilmer, vicino a New York, Clayton partecipò comunque a varie sessioni di registrazione.

### Il Dopoguerra
Dopo il suo congedo con onore nel 1946, iniziò ad occuparsi degli arrangiamenti di Count Basie, Benny Goodman ed Harry James, e diventò membro della formazione Jazz at the Philharmonic di Norman Granz, facendo un'apparizione nell'aprile di quell'anno in un concerto con Young, Coleman Hawkins e Charlie Parker, e partecipando al primo tour nazionale negli Stati Uniti del JATP. In questo periodo registrò per l'etichetta discografica H.R.S. Nel 1947 tornò a New York, ed ebbe come base il Café Society, nel centro della città. L'anno seguente si riunì a Jimmy Rushing, suo compagno tra gli alunni di Basie, al Savoy Ballroom. Clayton e Rushing lavorarono occasionalmente insieme fino agli anni sessanta.
Dal settembre del 1949 egli passò nove mesi in Europa, come frontman della sua band in Francia. Clayton eseguì ad intermittenza negli anni seguenti delle registrazioni per l'etichetta francese Vogue Records, sotto il proprio nome, quello del clarinettista Mezz Mezzrow e, per una sessione, con il pianista Earl Hines. Nel 1953, ancora in Europa, accompagnò in tour Mezzrow; in Italia il gruppo fu inverosimilmente raggiunto da Frank Sinatra.

### Il mainstream
Alla fine degli anni '50 il critico e produttore inglese Stanley Dance coniò il termine "mainstream" (la corrente principale) per descrivere lo stile di quei musicisti cresciuti nell'epoca dello swing ma che avevano vissuto la rivoluzione del bebop. Clayon fu uno dei musicisti a cui questa etichetta si applicava perfettamente. Nel dicembre del 1953 iniziò una serie di registrazioni per la Columbia, ideate da John Hammond anche se il produttore principale fu George Avakian, in forma di jam session. Le registrazioni per la Columbia durarono fino al 1956. Un brano potevaa sostenere la lunghezza di un LP, il nuovo formato che diede l'idea ad Hammond, ma talvolta ciò condusse a sfortunate anomalie: il brano  Jumping at the Woodside, che diede il titolo ad un album, fu in realtà messa insieme riunendo composta due registrazioni effettuate, a quattro mesi l'una dall'altra,con una sezione ritmica completamente diversa. L'album  Jazz Spectacular (con Kai Winding, J. J. Johnson e con la voce di Frankie Laine) fu amato sia dai jazzfan che da quelli del pop. Clayton in questo periodo registrò anche per la Vanguard Records, con Hammond come produttore, le cui date furono condotte da Ruby Braff, Mel Powell e Charles Thompson.
Nel 1955 egli apparve nel film The Benny Goodman Story, lavorando con Goodman a New York all'Hotel Waldorf-Astoria due anni più tardi. Nel 1958 partecipò a dei concerti alla Fiera Expo '58 a Bruxelles insieme a Sidney Bechet; fu in tour in Europa per l'anno seguente, ed annualmente per tutto il decennio degli anni sessanta. Per l'etichetta Swingville (sussidiaria della Prestige Records) condusse due album insieme al suo collega ai tempi di Basie Buddy Tate, e supportò Pee Wee Russell nella sua escursione personale per l'etichetta.
Nel 1964 egli si esibì in Giappone, Australia e Nuova Zelanda insieme ad Eddie Condon, con il quale aveva già collaborato occasionalmente per diversi anni. Nei primi anni sessanta fu ospite in diverse esibizioni pubbliche della band del trombettista britannico Humphrey Lyttelton, ed in diversi album studio. Per riuscire ad ingannare la Unione dei Musicisti nel Regno Unito, fu necessario asserire che questi album furono registrati in Svizzera.

### Ultimi anni
Poco dopo essere apparso al Jazz Festival di New Orleans nel 1969, Clayton si sottopose ad un intervento alle labbra, e dovette smettere di suonare la tromba nel 1972. Fu capace di ricominciare a suonare nel 1977 per un tour in Africa sponsorizzato dal Dipartimento di Stato, ma dovette smettere permanentemente di suonare nel 1979, sebbene continuò a lavorare come arrangiatore. Insegnò allo Hunter College nella City University of New York dal 1975 al 1980, e poi ancora nei primi anni ottanta.
La sua semi-autobiografia, Buck Clayton's Jazz World, scritta con la coautrice Nancy Miller Elliott, fu pubblicata nel 1986. Quello stesso anno, la sua nuova Big Band debuttò al Brooklyn Museum di New York, e Clayton partì con essa per un tour internazionale, contribuendo a 100 composizioni nel libro della band.
Buck Clayton morì nel sonno nel 1991.

## Discografia

### Come leader [edit]
- 1945-47 - The Chronological (Classics, 1997)
- 1946 - The Classic Swing of Buck Clayton (Riverside, 1960)
- 1946-49 - Back to Buck_New York-Paris (Ocium, ?)
- 1949-53 - The Chronological (Classics, 2004)
- 1953-1 - The Chronological  (Classics, 2005)
- 1953-2 - The Chronological  (Classics, 2006)
- 1954.07 - Buck Meets Ruby (Vanguard, 1954) ristampato come Just a Groove (Vanguard, 1973)

- 1953-54 - How Hi the Fi (Columbia, 1954)
- 1953.12 - The Huckle-Buck and Robbins' Nest (Columbia, 1954)
- 1953-54 - Buck Clayton Jams Benny Goodman (Columbia, 1955)
- 1954-55 - Jumpin' at the Woodside (Columbia, 1955)
- 1953-56 - All the Cats Join In (Columbia, 1956)
- 1956 - Jam Sessions from the Vault (Columbia, 1988) Alternate takes dalle sedute di All the Cats Join In
- 1953-56 The Complete CBS Buck Clayton Jam Sessions (6xCD) (Mosaic, 1993) ristampa delle matrici Columbia
- 1957 - Buckin in The Blues (Vanguard, 1957)
- 1958 - Harry Edison Swings Buck Clayton (Verve, 1958)
- 1958.11 - Songs for Swingers (Columbia, 1959)
- 1959 - Buck Clayton Plays (Society, 1966)
- 1959.09 - Copenhagen Concert (SteepleChase, 1979)
- 1959.11 Swingin' And Dancin' (Disques Pop, 1960) reissued as Tenderly (Inner City, 1979
- 1960.12 - Buck & Buddy (Prestige Swingville, 1961)1961.04 One for Buck (Columbia, 1961)
- 1961.04 - One for Buck (Columbia, 1962)
- 1961.05 - Passport to Paradise (Vogue/POP) reissued with the same title (Inner City, 1979)
- 1961.05 - A la Buck (Vogue/POP)
- 1961.09 - Buck & Buddy Blow the Blues (Prestige Swingville, 1961)
- 1961.04 - All Stars Perfomance (Vogue, 1962) ristampato come Olympia Concert (Vogue, 1978-87)
- 1963.07 - Buck Clayton's Canadian Caper (Discus, 1963)
- 1966.03 - Buck Clayton Meets Joe Turner (Black Lion, 1992) Ristampa di Feel So FIne (Fontanta 1965)
- 1974 - A Buck Clayton Jam Session (Chiaroscuro, 1974)
- 1975 - A Buck Clayton Jam Session Vol. 2 (Chiaroscuro, 1975)
- 1976 - A Buck Clayton Jam Session Vol. 3: Jazz Party Time  (Chiaroscuro, 1976)
- 1989 - A Swingin' Dream (Stash, 1989)